# Nicasius van Heeze

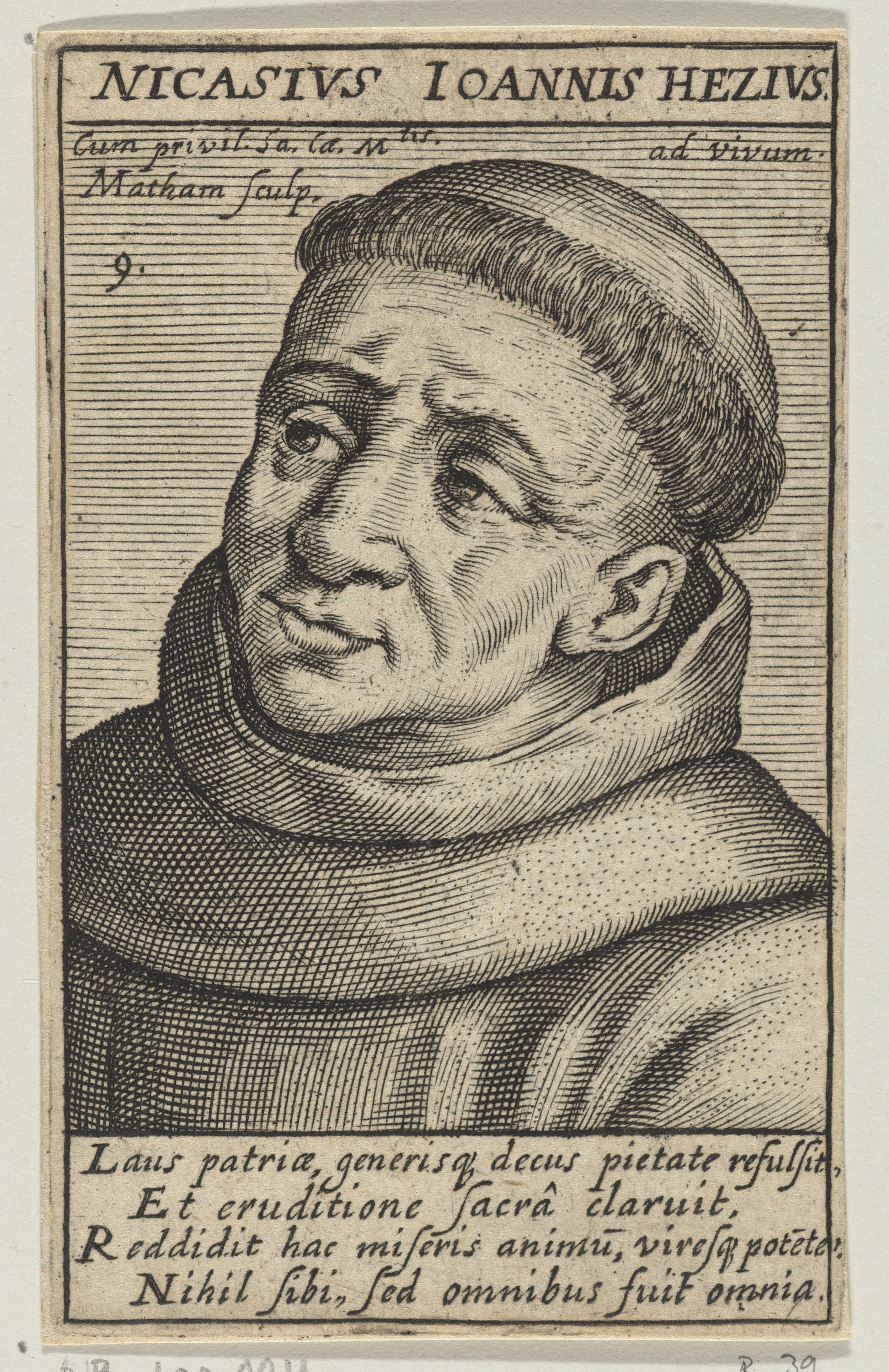
Portret uit een reeks door Jacob Matham

Sint-Nicasius (Heeze, 1515 — Den Briel, 1572), ofwel Nicasius van Heeze was een van de Martelaren van Gorcum, die in 1867 werden heilig verklaard.
Hij kreeg een studiebeurs van zijn heeroom Dirk van Heeze, secretaris van paus Adrianus VI om in Leuven theologie en filosofie te studeren. Vervolgens werd hij minderbroeder te 's-Hertogenbosch. Via Leiden en Haarlem belandde hij in een klooster te Gorcum, van waar hij door de watergeuzen van Lumey, samen met tien andere minderbroeders, naar Den Briel werd gevoerd om daar te worden vermoord.
In de buurtschap Kreijl bij Heeze, waar hij geboren is, werd in 1947 een aan hem gewijde kapel gebouwd. Daar wordt op de zondag na zijn feestdag, 9 juli, een openluchtmis gehouden.
Adrianus van Hilvarenbeek · Andreas Wouters · Antonius van Hoornaar · Antonius van Weert · Cornelius van Wijk bij Duurstede · Franciscus de Roye · Godfried van Duynen · Godfried van Mervel · Hieronymus van Weert · Jacobus Lacobs · Joannes van Hoornaar · Joannes van Oisterwijk · Leonardus van Veghel · Nicasius van Heeze · Nicolaas Pieck · Nicolaas Poppel · Petrus van Assche · Theodorus van der Eem · Willehad van Denemarken